# Алімов Анатолій Андрійович
Анато́лій Андрі́йович Алі́мов (нар. 22 жовтня 1926, місто Запоріжжя, тепер Запорізької області — 2008) — начальник Придніпровської залізниці. Член ЦК КПУ в 1976—1990 роках. Депутат Верховної Ради СРСР 10—11-го скликань.

## Життєпис
Народився в родині службовця. Трудову діяльність розпочав у 1941 році ремонтним робітником, вантажником, вагарем на станції Мокра Буйвола Північно-Кавказької залізниці.
З 1943 по 1945 рік навчався в залізничному училищі. У 1945 році працював черговим по станції Ізобільне Північно-Кавказької залізниці.
У 1945 році повернувся до міста Запоріжжя, працював черговим по станції Дніпробуд-1 (Запоріжжя Мале) Запорізького відділку Придніпровської залізниці. У 1946—1953 роках — поїзний диспетчер, старший диспетчер Запорізького відділку Придніпровської залізниці.
Член КПРС з 1952 року.
З 1954 року працював на відповідальних посадах у ряді відділень Придніпровської залізниці. З 1959 року — начальник відділу руху Криворізького відділку Придніпровської залізниці.
У 1961 році закінчив заочно Дніпропетровський інститут інженерів залізничного транспорту.
У 1967—1970 роках — начальник Дніпропетровського відділку Придніпровської залізниці.
У 1970—1973 роках — головний інженер, 1-й заступник начальника Придніпровської залізниці.
З 1973 по 1990 рік — начальник Придніпровської залізниці.
З 1991 по 1998 працював деканом Інституту післядипломної Дніпропетровського державного технічного університету залізничного транспорту.

## Нагороди
- орден Трудового Червоного Прапора
- орден «Знак Пошани»
- значок «Почесному залізничнику»

## Вшанування пам'яті
2009 року ім'ям Анатолія Андрійовича Алімова названо станцію Запоріжжя Мале.